# Blake Quick
Pour les articles homonymes, voir Quick.
Blake Quick, né le 26 février 2000 à Brisbane, est un coureur cycliste australien. Il évolue au sein de l'équipe Jayco AlUla de 2023 à 2024.

## Palmarès sur route

### Par année
- 2018
  - 2e du championnat d’Australie du critérium juniors
- 2022
  -  Champion d'Australie sur route espoirs
  - Lexus of Blackburn Bay Crits :
    - Classement général
    - 1re et 2e étapes

  - 2e étape du Santos Festival of Cycling
  - 3e épreuve du Tour Series (en)
- 2023
  - 2e du championnat d’Australie du critérium
- 2025
  - 1re étape du Tour de Taïwan
  - 3e du championnat d'Australie du critérium

### Classements mondiaux
| Année                                 | 2019  | 2020  | 2021 | 2022 | 2023 | 2024  |
| ------------------------------------- | ----- | ----- | ---- | ---- | ---- | ----- |
| Classement mondial                    | 1601e | 1296e | nc   | 970e | 938e | 2131e |
| UCI Oceania Tour                      | 80e   | 70e   | nc   | 58e  | 56e  | nc    |
|                                       |       |       |      |      |      |       |
| Légende : nc = non classéSource : UCI |       |       |      |      |      |       |

## Palmarès sur piste

### Championnats du monde juniors
- Aigle 2018
  -  Champion du monde de l'américaine juniors (avec Lucas Plapp)
  -  Médaillé de bronze de l'omnium juniors
  -  Médaillé de bronze de la poursuite par équipes juniors

### Championnats d'Océanie
| Édition / Épreuve | Poursuite par équipes |
| Adélaïde 2018     | Bronze                |

### Championnats d'Australie
- 2017[n 1]
  -  Champion d'Australie de l'omnium juniors
- 2018[n 2]
  - 3e de l'américaine
- 2019
  - 2e de la poursuite
  - 3e de l'américaine